# Thomas Lanning
Thomas Lanning (né le 27 août 1984) est un skieur alpin américain.

## Coupe du Monde
- Meilleur classement final: 128e en 2007.
- Meilleur résultat: 10e.